# Cryphia tenerifensis
Cryphia tenerifensis là một loài bướm đêm trong họ Noctuidae.